# Bradleya
Bradleya, (abreujat Bradleya), és una revista il·lustrada amb descripcions botàniques que és editada a Anglaterra per la British Cactus and Succulent Society. Va començar la seva publicació a l'any 1983, amb el nom de Bradleya; Yearbook of the British Cactus and Succulent Society. Botley.
L'anuari es publica des de 1983 i té per editor a Richard Bradley. La portada del primer número mostra una Agave americana. A més conté les primeres descripcions d'articles sobre les condicions de vida dels cactus i suculentes en els seus hàbitats naturals, l'adaptació de suculentes dins de cada espècie i la història de la botànica.
Inicialment Bradleya era publicada pels dos botànics Nigel Paul Taylor i David Richard Hunt, que treballaven al Jardí Botànic de Kew. Més tard, Gordon Douglas Rowley va ser el seu editor. Des de l'any 2001, la revista és supervisada per Colin Charles Walker.